# Nordlige flodterminal
Nordlige flodterminal (russisk: Речной вокзал,tr. Retjnoj vokzal; dansk: ~ Flodstation) er den ene af to flodpassagerterminaler i Moskva. Den er ligeledes knudepunkt for langdistanceruter. Flodterminalen blev bygget i 1937.